# IHI Corporation XF5

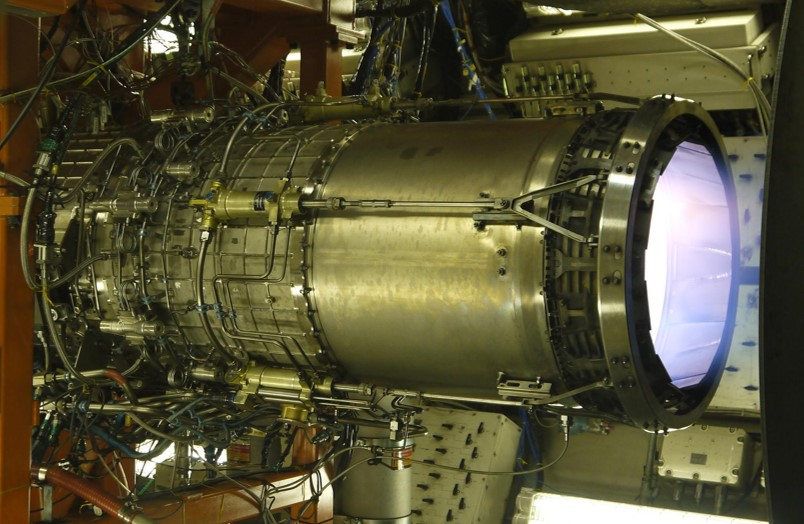
Moteur XF5-1 effectuant un test de performances.

Le XF5 est un turboréacteur à double flux à faible taux de dilution et postcombustion, en cours de développement au Japon par le constructeur Ishikawajima-Harima Heavy Industries Co., Ltd (en japonais : « 石川島播磨重工業株式会社 »), afin de propulser le prototype expérimental d'avion de chasse furtif de cinquième génération Mitsubishi X-2 Shinshin (anciennement nommé ATD-X).

## Application
- Mitsubishi X-2 Shinshin